# Щербинці (річка)
Щерби́нці  — річка в Україні, в межах Хотинського та Новоселицького районів Чернівецької області. Ліва притока Черленої (басейн Дунаю).

## Опис
Довжина 20 км, площа водозбірного басейну 59,9 км². Долина порівняно глибока і вузька, в пониззі дещо ширша. Річище слабозвивисте, у верхів'ях нерідко пересихає. Заплава двобічна, місцями заболочена. Споруджено кілька ставків.

## Розташування
Річка Щербинці бере початок на південний схід від села Долиняни, серед пологих пагорбів східної частини Хотинської височини. Тече на південь і південний схід. Впадає до Черленої на північ від села Драниця.
Над річкою розташовані села: Круглик, а також (над її правими притоками) Жилівка, Форосна і Щербинці.

## Притоки
- Карді (ліва).